# Silvia Rieger
Silvia Rieger (Hinte, Alemania, 14 de noviembre de 1970) es una atleta alemana retirada especializada en la prueba de 400 m vallas, en la que ha conseguido ser medallista de bronce europea en 1998.

## Carrera deportiva
En el Campeonato Europeo de Atletismo de 1994 ganó la medalla de plata en los 400 m vallas, con un tiempo de 54.68 segundos, llegando a meta tras la británica Sally Gunnell y por delante de la rusa Anna Knoroz (bronce).
Cuatro años después, en el Campeonato Europeo de Atletismo de 1998 ganó el bronce en la misma prueba, con un tiempo de 54.45 segundos, llegando a meta tras la rumana Ionela Târlea y la ucraniana Tetyana Tereshchuk (plata con 54.07 segundos).